# Lyudmila Biktasheva
Lyudmila Biktasheva (née le 25 juillet 1974) est une ancienne athlète russe spécialiste des courses de fond. 

## Palmarès

### Championnats d'Europe d'athlétisme
- Championnats d'Europe d'athlétisme 2002 à Munich,  Allemagne
  -  Médaille de bronze sur 10000 m

### Championnats du monde de semi-marathon
- Championnats du monde de semi-marathon 1999 à Palerme,  Italie
  -  Médaille de bronze du semi-marathon par équipes
- Championnats du monde de semi-marathon 2003 à Vilamoura,  Portugal
  -  Médaille d'or du semi-marathon par équipes